# برينت غرايمز
برينت غرايمز (بالإنجليزية: Brent Grimes)‏ هو لاعب كرة قدم أمريكية أمريكي، ولد في 19 يوليو 1983 في فيلادلفيا في الولايات المتحدة.

## وصلات خارجية
- برينت غرايمز على موقع مرجع كرة القدم المحترفة.كوم (الإنجليزية)